# Hesteel
Hesteel (Group Company Limited) of Hebei Steel is een grote Chinese groep staalbedrijven uit de provincie Hebei. Het is anno 2020 na Baowu de grootste staalproducent van China en de op twee na grootste van de wereld met een ruwstaalproductie van 43,8 miljoen ton.

## Activiteiten
De groep bestaat uit volgende staalbedrijven:
- Tangsteel in Tangshan, China's voornaamste staalcentrum. Tangsteel is het grootste staalbedrijf in de groep en staat voor bijna de helft van de productie.
- Hansteel in Handan is het op een na grootste onderdeel van de groep met een kwart van de productie.
- Xuansteel in Xuanhua
- Chengsteel in Chengde
- Wusteel in Wugang, in de provincie Henan
- Shisteel in Shijiazhuang
- Hesteel Serbia in Smederevo (Servië)

Het zijn verticaal geïntegreerde staalbedrijven met eigen cokesfabrieken, hoogovens en vlamboogovens, walserijen en coatinglijnen. De groep heeft ook strategische belangen in de mijnbouw buiten China.
Ze maken warm- en koudgewalste stalen platen en staven in vele soorten en maten voor de auto-industrie, machine-industrie, bouw, civiele bouwwerken zoals bruggen en spoorwegen, witgoed, buizen voor olie- en gastransport, scheepsbouw en verpakkingen. Anno 2020 is Hesteel China's grootste leverancier van staal voor bruggen en de op een na grootste van autostaal.
Hesteel heeft ook een dochteronderneming met een notering op de Beurs van Shenzhen. Het bezit verder zeventig entiteiten buiten China en verkoopt in ruim 110 landen, waarmee het China's meest internationale staalproducent is. China blijft evenwel veruit de belangrijkste afzetmarkt. Tegen 2025 zou een kwart van de omzet in het buitenland gerealiseerd worden.

## Geschiedenis
De Hebei Iron and Steel Group of HBIS werd in 2008 gevormd door de samenvoeging van Tangsteel en Hansteel door de provinciale overheid van Hebei, dat van beiden de eigenaar was. Dat gebeurde in het kader van de consolidatie van de Chinese staalindustrie die de Chinese overheid in gang had gezet. De combinatie was toen de grootste staalproducent van China en de op vier na grootste van de wereld met een jaarproductie van zowat 31 miljoen ton ruwstaal. Tangsteel had in 2006 al Xuansteel en Chengsteel overgenomen en vertegenwoordigde driekwart van de groep. Volgend op de samenvoeging begonnen de verschillende staalbedrijven daadwerkelijk te fuseren. In 2016 waren er gesprekken over een fusie met Shougang tot de Noord-Chinese Staalgroep, maar die fusie is er nooit gekomen.
HBIS ging op zoek naar ijzerertsbronnen om zijn werking te verzekeren. In 2011 sloot de groep een akkoord met het Australische mijnbouwbedrijf Richmond Mining en diens Amerikaanse dochter Nevada Iron om de Buena Vista-mijn in Nevada te ontwikkelen. HBIS zou dan tien jaar lang 80 procent van de productie afnemen. Het jaar daarop kocht HBIS 19,9 procent van het Canadese Alderon Iron Ore en 25 procent van diens Kami(stiatusset)-ijzerertsproject nabij Labrador City, met het recht om 60 procent van de productie af te nemen. Alderon ging in 2020 echter failliet en het – nog steeds niet gestarte – project werd verkocht aan het Australische Champion Iron. In 2013 nam een consortium waarvan HBIS 35 procent bezat het belang van 57,7 procent van Rio Tinto Group in de Palabora-kopermijn in Zuid-Afrika over. In 2020 werd geïnvesteerd in de Pampa de Pongo-mijn in Peru. HBIS stapte in een joint venture met Zhongrong Xinda dat deze nieuwe mijn die 28 miljoen ton ijzererts per jaar moest gaan opleveren ontwikkelde.
In 2014 kocht HBIS een belang van 51 procent in de Zwitserse staalhandelaar Duferco voor zo'n 400 miljoen Amerikaanse dollar. Daarmee kon het zich beter positioneren op de internationale staalmarkt.

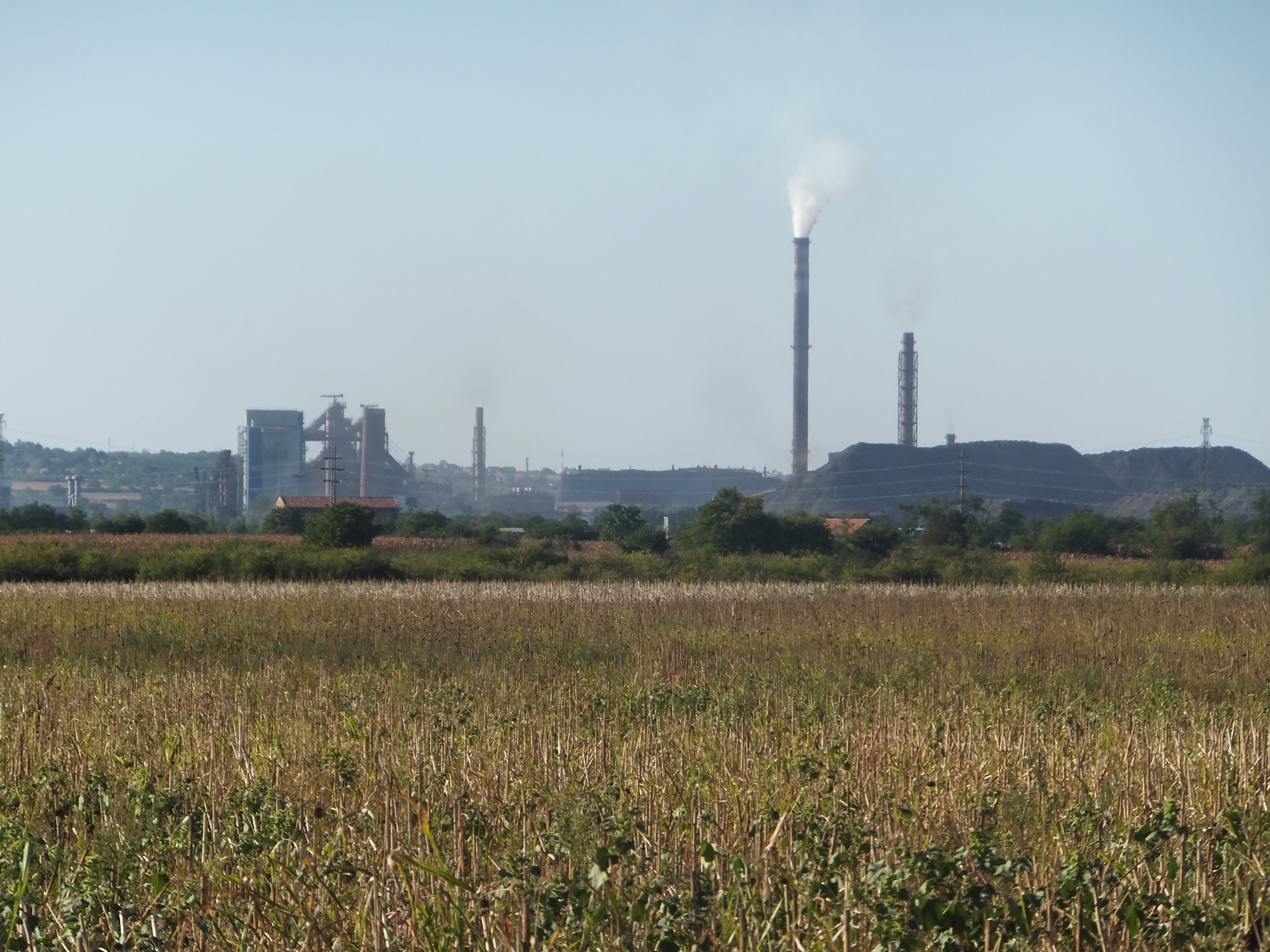
Železara Smederevo in Servië anno 2013.

In 2016 nam HBIS de noodlijdende staalfabriek Železara Smederevo in Servië over van de Servische overheid voor 46 miljoen euro. In de daaropvolgende jaren werd de capaciteit opgetrokken van 875 duizend naar 2,2 miljoen ton en werd het bedrijf een van de grootste exporteurs van het land.
In 2017 kwam Hesteel tot een akkoord met het Amerikaanse U.S. Steel om de Slowaakse staalfabriek van die laatste over te nemen voor 1,4 miljard euro. In januari 2018 werd deze overeenkomst evenwel geannuleerd.
In 2018 besloot Hesteel samen met Steel Asia Manufacturing een nieuwe staalfabriek met een capaciteit van 8 miljoen ton te bouwen in de Filipijnen, een investering van 4,4 miljard Amerikaanse dollar. Op die manier wilde de groep verder groeien terwijl de Chinese overheid de staalproductie in China terugschroefde om vervuiling tegen te gaan. Het wilde ook de Thaise staalactiviteiten van het Indiase Tata Steel kopen voor 327 miljoen Amerikaanse dollar, maar kreeg geen toelating van de provinciale overheid in Hebei waarop Tata zich terugtrok uit de deal.
In 2021 kwamen Hesteel en het Zuid-Koreaanse POSCO overeen een joint-venture op te richten in Tangshan voor de productie van staalplaat voor de Chinese auto-industrie. Beiden hadden een aandeel van 50 procent en zouden 300 miljoen Amerikaanse dollar investeren in de nieuwe fabriek die een capaciteit van 900 duizend ton per jaar moest krijgen.